# Salminus affinis
Salminus affinis är en fiskart som beskrevs av Steindachner, 1880. Salminus affinis ingår i släktet Salminus och familjen Characidae. Inga underarter finns listade i Catalogue of Life.